# Valfabbrica
Valfabbrica é uma comuna italiana da região da Umbria, província de Perugia, com cerca de 3.477 habitantes. Estende-se por uma área de 91 km², tendo uma densidade populacional de 38 hab/km². Faz fronteira com Assisi, Gualdo Tadino, Gubbio, Nocera Umbra, Perugia.

## Demografia
| Variação demográfica do município entre 1861 e 2011                               |
|                                                                                   |
| Fonte: Istituto Nazionale di Statistica (ISTAT) - Elaboração gráfica da Wikipedia |